# Ngunggahan (Bandung)
Ngunggahan is een bestuurslaag in het regentschap Tulungagung van de provincie Oost-Java, Indonesië. Ngunggahan telt 5471 inwoners (volkstelling 2010).